# Kessleria albescens
Kessleria albescens is een vlinder uit de familie van de stippelmotten (Yponomeutidae). De wetenschappelijke naam van de soort werd in 1899 gepubliceerd door Hans Rebel.